# Venturi 400

## Venturi 400 GT
La Venturi 400 GT est la version route de la Venturi 400 Trophy, elle est produite à 15 exemplaires à partir de 1994. Présentée le 8 juin à Couëron avec comme parrain Henri Pescarolo. Ce modèle est tiré directement de la 400 Trophy. Toutefois quelques modifications ont été apportées afin de pouvoir l’homologuer définitivement pour la route. L’intérieur rappelle celui des coupés 260 avec une finition de grande qualité. Libre choix au futur propriétaire de choisir le type de cuir ainsi que le placage de la planche de bord : en carbone ou en bois. Les rétroviseurs ont été rehaussés, une paire de pots catalytiques a été ajoutée et les feux avant sont devenus escamotables. En fin de carrière la Venturi 400 GT aura le droit a une série 2 qui dispose d'un nouveau bouclier avant, de nouveaux feux arrière et de freins à disques en acier à la place des freins en carbone. Seuls 3 exemplaires de cette série 2 seront produits.

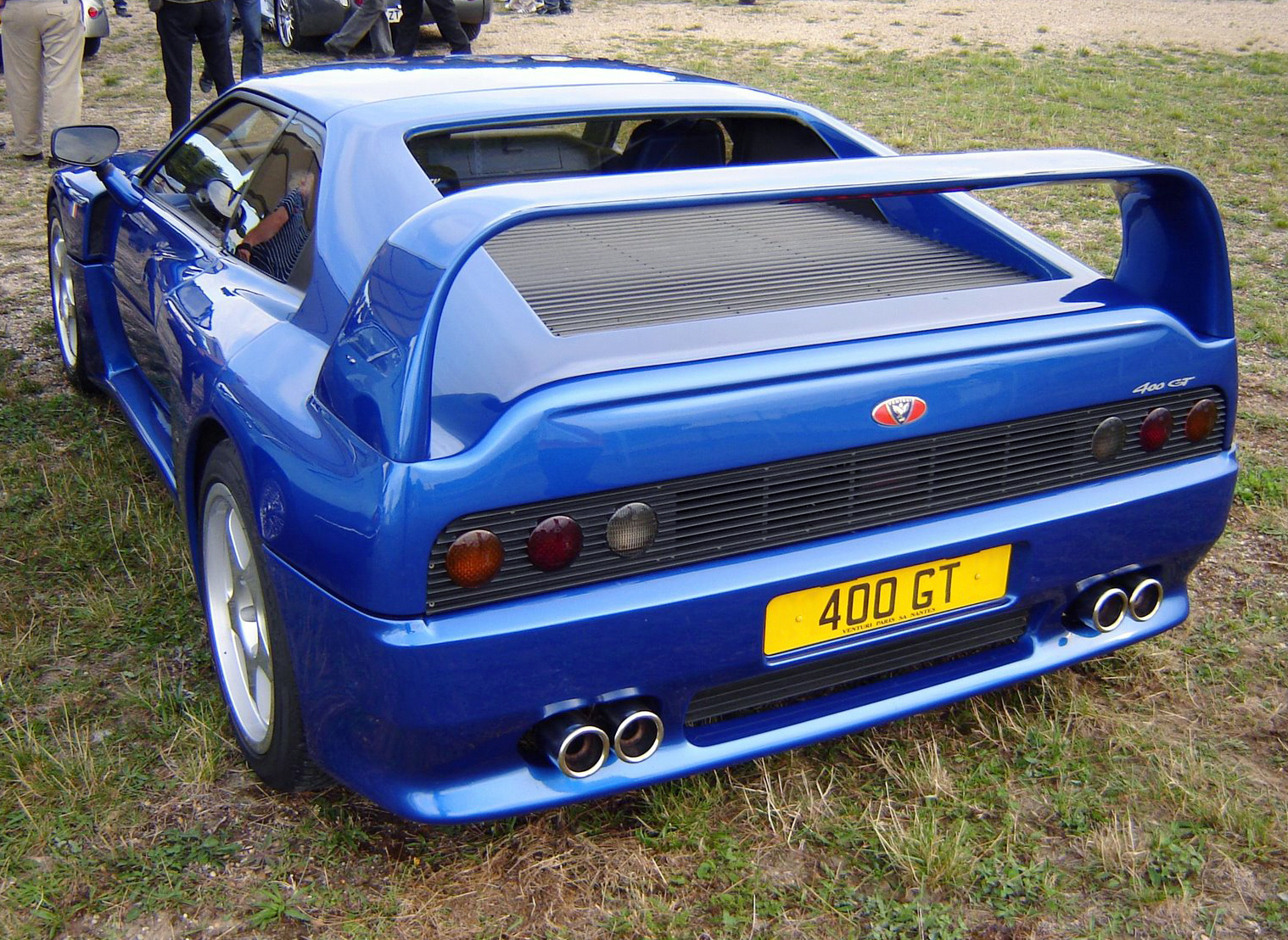
Venturi 400 GT série 2.

## Venturi 400 Trophy (1992)
Produite à 73 exemplaires,  la Venturi 400 Trophy est conçue pour courir dans la série monomarque Gentlemen Drivers Trophy, un challenge organisé par Stéphane Ratel, alors directeur du service compétition chez Venturi.
Le principe est simple : il vend des saisons de courses clé en mains, toutes les voitures étant transportées et entretenues par l’usine. Pour un budget d’un peu plus de 100 000 Fr à ajouter à la voiture, les propriétaires de Venturi Trophy peuvent effectuer une saison complète sans le moindre problème. Les voitures sont préparées de façon identique ce qui garantit l’égalité des chances, tout en limitant l’escalade financière.
Cette Venturi challenge est également née à Changé près du Mans chez Synergie automobile (Méca système, Automotive, Godfroy design). Les premiers tours de roues de la challenge sont effectuées le 28 février. Avec un V6 de 3 litres, multi-soupapes et bi-turbo de plus de 400 ch développée par E.I.A., ses caractéristiques sont très attrayantes. Le châssis est renforcé, les trains roulants sont redéfinis et surtout pour la première fois sur ce type de voiture l’utilisation d’un freinage tout carbone développé par Carbone Industrie. Le trophée est un succès, dès la première année 6 courses ont lieu :
- Le Mans
- Pau
- Paul Ricard
- Nürburgring
- Magny-Cours
- Dijon